# Falla-dique de Messejana-Plasencia

La trayectoria de la falla-dique puede verse en el mapa geológico de la península ibérica (trazo grueso en azul oscuro)

La falla-dique de Messejana-Plasencia o falla del Alentejo-Plasencia es una gran estructura geológica de escala cortical que atraviesa el Macizo Ibérico en España y Portugal a lo largo de más de 550 kilómetros en dirección NE-SO. Está formado por una gran fractura de historia compleja, rellena en algunos tramos por la intrusión de magmas toleíticos. Se ha interpretado como un protorift abortado que comenzó su actividad a finales del Triásico y fue activo durante el Jurásico, relacionado con la apertura del Atlántico Norte durante la fragmentación de Pangea. El dique intruyó hace unos 200 M.a. Posteriormente tuvo una cierta reactivación durante la orogenia alpina (Oligoceno-Mioceno medio) y se ha detectado una reducida actividad neotectónica.
El trayecto de la falla-dique puede seguirse desde la costa portuguesa (Odemira) hasta la provincia de Ávila, donde se pierde bajo los sedimentos de la cuenca sedimentaria del Duero, aunque se ha detectado bajo la misma por medios geofísicos hasta la cordillera Ibérica, al menos hasta Sepúlveda. El nombre procede de las localidades de Messejana (Portugal) y Plasencia (España), próximas a cada extremo de la estructura.
Parte del recorrido de la falla-dique (los afloramientos del dique en la localidad de Plasencia y el valle del Jerte) ha sido declarado lugar de interés geológico (LIG) por el Instituto Geológico y Minero de España, con el código de inventario «CI165 Falla y dique de Plasencia».

## La falla
La estructura se ha interpretado como una banda de fractura o falla en dirección sinistral (el bloque opuesto al que ocupa el observador se mueve a la izquierda) con muy poco desplazamiento, no más de 3 km en horizontal y prácticamente nulo en vertical.
La formación y actividad comienza en el Triásico medio en un escenario de inicio de apertura del océano Atlántico durante la fragmentación de Pangea. Fue una zona de inicio de extensión en la formación de un rift que no llegó a desarrollarse. Se reactivó entre el final del Triásico y el inicio del Jurásico, hace unos 200 Ma., momento en el que se intruyó el magma que dio lugar al dique toleítico.
Tuvo una cierta actividad durante la orogenia alpina (Oligoceno y Mioceno inferior), por el empuje entre las placas africana y euroasiática, formándose a lo largo de la falla pequeñas cuencas de tipo pull-apart (zonas distensivas en ambiente general compresivo).

## El dique
El dique se encuadra en la denominada provincia magmática del Atlántico Central, siendo el de mayor desarrollo de la misma, con una longitud de 530 km y una anchura de 5 a 200 m. Su intrusión se produjo en el norte de la citada zona magmática hace unos 200 millones de años (alrededor del tránsito del Triásico al Jurásico).
El magma toleítico que formó el dique es de composición muy homogénea en todo el trazado y procede de la fusión parcial del manto litosférico con asimilación de granulitas de la corteza inferior.
Los estudios de paleomagnetismo indican que la intrusión del dique se produjo en un corto espacio de tiempo, pero en dos episodios casi sucesivos. La polaridad reflejada fue normal, salvo en dos afloramientos del sur de Portugal que presentan polaridad invertida. El polo paleomagnético es homogéneo para todas las muestras a lo largo del dique, lo que indica un breve tiempo de emplazamiento.

## Geomorfología

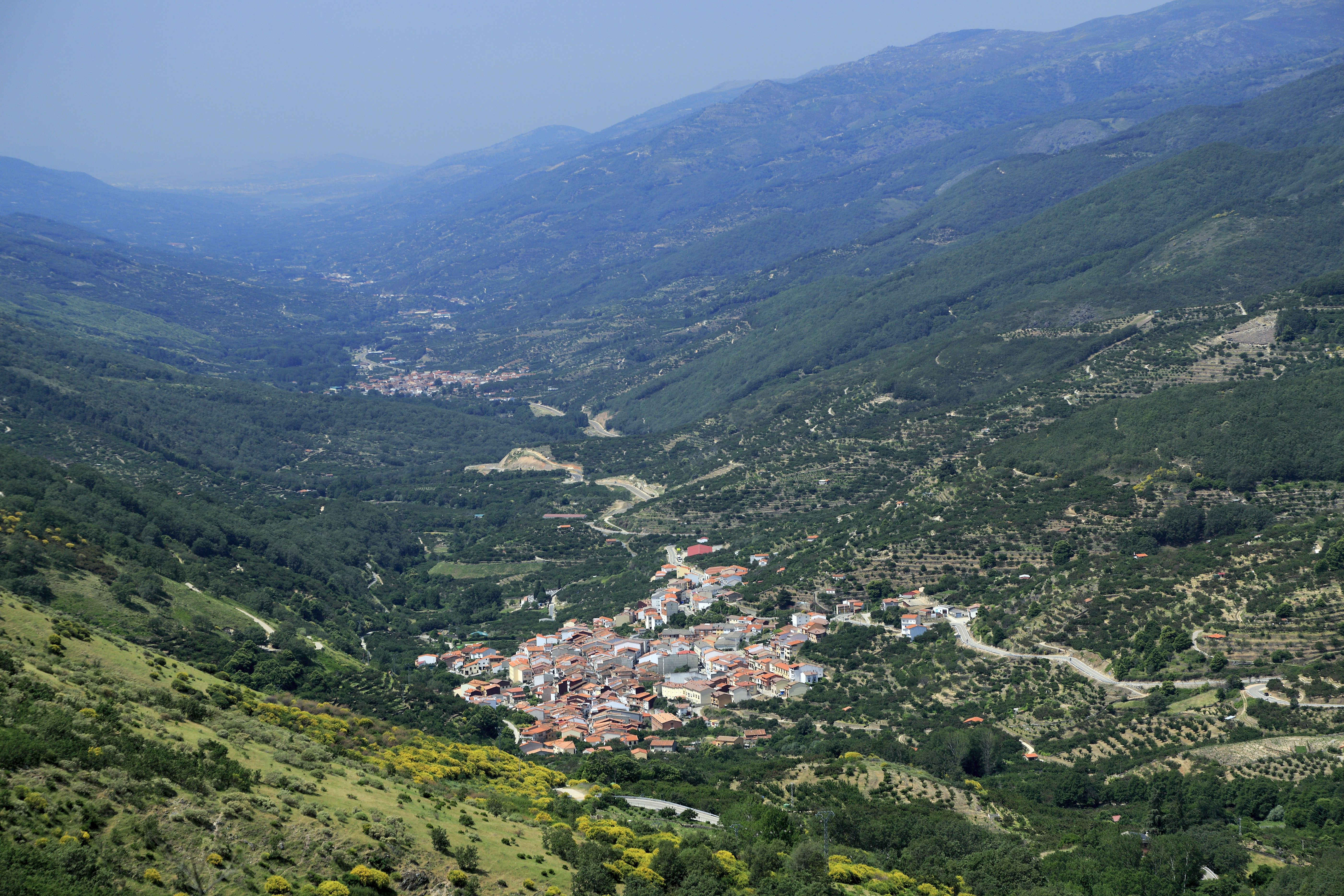
Vista del trazado rectilíneo NE-SO del valle del Jerte

La trayectoria de la falla-dique destaca en el relieve en forma de valles y depresiones en buena parte del recorrido. La erosión diferencial de las rocas del basamento cristalino, fracturadas por los movimientos de la falla, ha condicionado por ejemplo la estructura lineal del valle del Jerte, en cuyo fondo se encuentran algunos afloramientos del dique.

## Riesgo sísmico
Algunos autores han detectado movimientos actuales en la falla y, aunque el riesgo sísmico es muy pequeño (dentro de los 500 años de retorno), consideran que se tiene que tener en cuenta para las posibles estructuras críticas que se pudieran instalar o construir en su entorno (presas, centrales nucleares, etc.).